# Bergsrået
Bergsrået, eller bergatrollet eller bergakungen, var i nordisk folktro ett övernaturligt väsen, som bor i berget och råder över dess malm. Bergsrået förvänder ofta synen på dem som råkat upptäcka malmfyndigheter, så att de senare inte kan hitta dem. I många berättelser omges bergsrået av sin familj och ett hov av troll.
Under medeltiden trodde tyska bergsmän att mineralet nickel innehöll koppar men blivit förtrollat av bergsrået Nickel så att kopparn inte gick att få fram. Mineralet kallades därför först "Kupfernickel", dvs "Nickels koppar"[källa behövs], och fick sedan överta bergsråets namn.
Bergrået kunde också vara kvinnligt. Umgänge mellan människor och bergrå var något som långt fram i tiden sågs som en realitet: en människa som hade gjort detta blev tagen in i berget, något som kallades bergtagning och var ett känt fenomen inom mytologin kring bergsrået. År 1691 dömdes en dräng, Sven Andersson från Vättle härad i Västergötland, till döden för att ha haft samlag med ett kvinnligt bergrå . Drängen, en man i tonåren, hade uppmärksammats av kyrkoherden i Lundsby under skörden, då han sett sjuklig och utmattad ut. Drängen hade förklarat att han en gång somnat i skogen vid ett berg då han letat efter en bortsprungen get och då tagits in i berget av en kvinna i vitt. Kvinnan hade gett honom mat och dryck och sedan haft samlag med honom. För detta blev drängen dömd till döden av häradsrätten.